# 文珠通停留場
文珠通停留場（日语：／ Monju dori teiryūjō */?），是位於高知縣高知市高須本町，土佐電交通後免線的電車站。
「文珠通」的名稱取自竹林寺的本尊文殊菩薩，但是誤記為「文殊通」。

## 歷史
此電車站在1910年（明治43年）10月，由土佐電交通的前身土佐電氣鐵道葛島橋西詰停留場至鹿兒停留場之間開通，此電車站同時啟用。
在2000年（平成12年），從伊野線鏡川橋停留場出發的市內線系統之折返地點由知寄町停留場遷移至此電車站。在4年後，折返點由此電車站改至領石通停留場。
- 1910年（明治43年）10月15日 - 土佐電氣鐵道電車站啟用[2][3]。
- 1999年（平成11年）10月18日 - 電車站增設渡線。電車試驗於此電車站折返。
- 2000年（平成12年）9月12日 - 市內線系統折返地點由知寄町遷移至文珠通[2]。
- 2014年（平成26年）10月1日 - 土佐電氣鐵道、高知縣交通（日语：高知県交通）和土佐電Dream Service（日语：土佐電ドリームサービス）合併，土佐電交通成立[4]。成為土佐電交通的電車站。

## 電車站構造
電車站是建造在專用路軌上，設有2面2線的相對式乘車處。南邊為播磨屋橋方向月台，北邊為後免町方向月台。播磨屋橋方向月台西邊設有廁所。
在後免町一方設有渡線，當中設有較多折返班次。

## 電車站周邊
電車站位於舊高須村（在1942年編入至高知市）中心地。
- 國道195號（日语：国道195号）
- 高須幼稚園
- 高知市立高須小學
- 高知東警署（日语：高知東警察署）高須派出所

## 巴士路線
在「文珠通」巴士站中設有以下巴士路線停靠。
| 乘車處 | 系統                     | 主要途經         | 目的地             | 巴士公司   | 備註               |
| ------ | ------------------------ | ---------------- | ------------------ | ---------- | ------------------ |
|        | K2                       | 介良通、本江田町 | 潮見台三丁目       | 土佐電交通 | 星期六及日暫停服務 |
|        | K1,K2-T1                 | 知寄町、播磨屋橋 | 棧橋車廠           | 土佐電交通 |                    |
| K2-Y1  | 知寄町、播磨屋橋、縣廳前 | 學藝高校         | 星期六及日暫停服務 | 土佐電交通 |                    |
| K2-C1  | 知寄町、播磨屋橋         | 縣廳前           | 星期六及日暫停服務 | 土佐電交通 |                    |

## 相鄰電車站
土佐電交通
後免線
介良通－文珠通－高須

## 注腳
1. 1 2 3  《土佐電鉄が走る街 今昔》80頁
2. 1 2 3 4  《土佐電鉄が走る街 今昔》100・156-158頁
3. ↑  今尾惠介（監修）. . 11 中国四国. 新潮社. 2009: 60. ISBN 978-4-10-790029-6 （日语）.
4. ↑  上野宏人. . 毎日新聞 (毎日新聞社). 2014-10-02 （日语）.
5. 1 2  川島令三. . 【図説】 日本の鉄道. 第2巻 四国西部エリア. 講談社. 2013: 37・91頁. ISBN 978-4-06-295161-6 （日语）.
6. ↑  川島令三.  四国篇. 草思社. 2007: 292. ISBN 978-4-7942-1615-1 （日语）.